# Thelebolus crustaceus
Thelebolus crustaceus är en svampart som först beskrevs av Karl Wilhelm Gottlieb Leopold Fuckel, och fick sitt nu gällande namn av Kimbr. 1967. Thelebolus crustaceus ingår i släktet Thelebolus och familjen Thelebolaceae.  Arten är reproducerande i Sverige. Inga underarter finns listade i Catalogue of Life.